# Нагарджуна

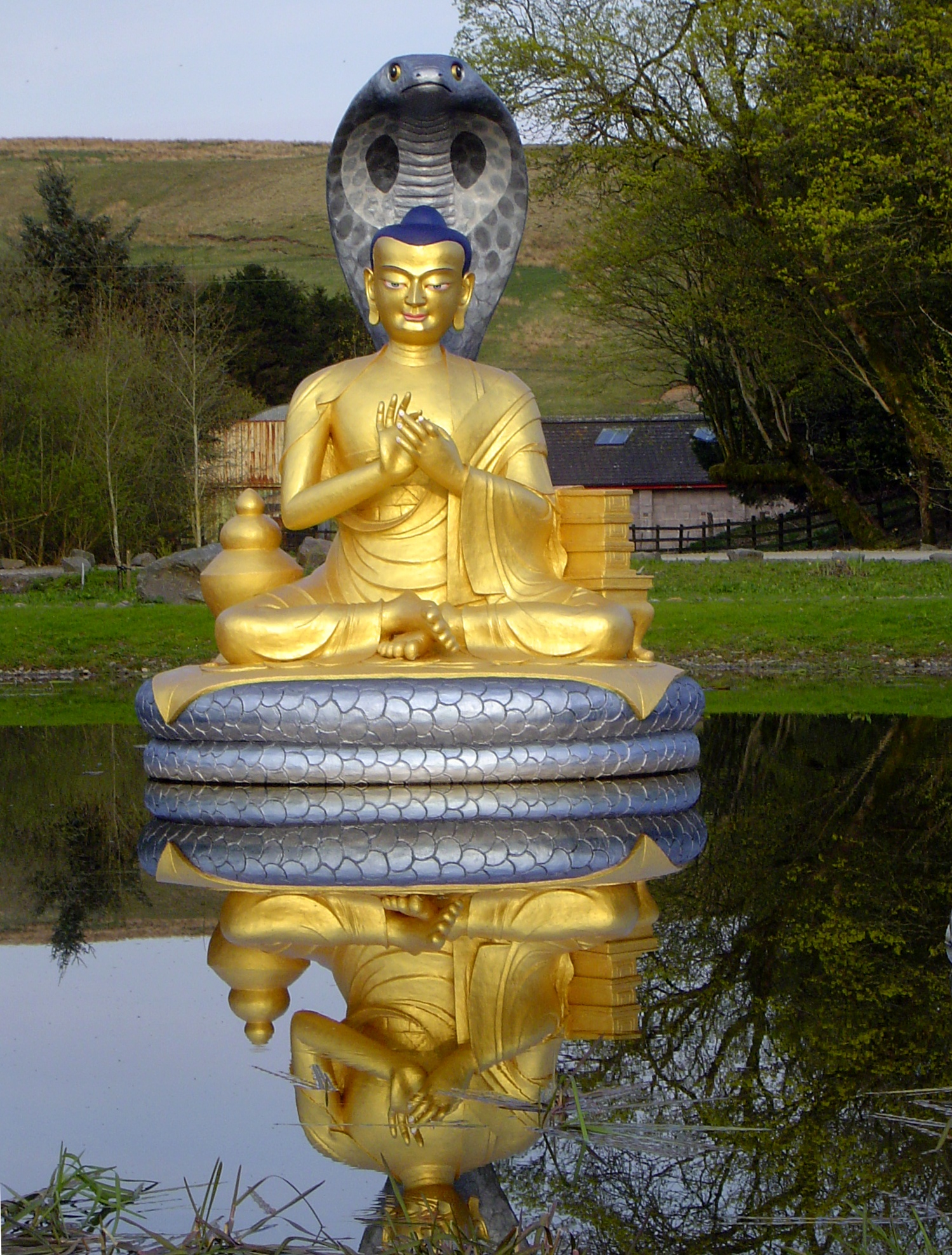
Статуя Нагарджуни

Нага́рджуна (санскр. नागार्जुन, Nāgārjuna IAST — «срібний змій»; кит.: 龍樹, Lóngshù Луншу; яп. 龍樹, Рю: дзю; кор. 용수, Йон'су; тел. నాగార్జునా) — видатний індійський мислитель, що розвинув ідею про «пустотність» дгарм; засновник буддиської школи Мадх'ямаки і провідна фігура в буддизмі Махаяни. Належить до числа 84 махасиддг буддизму.

## Біографія

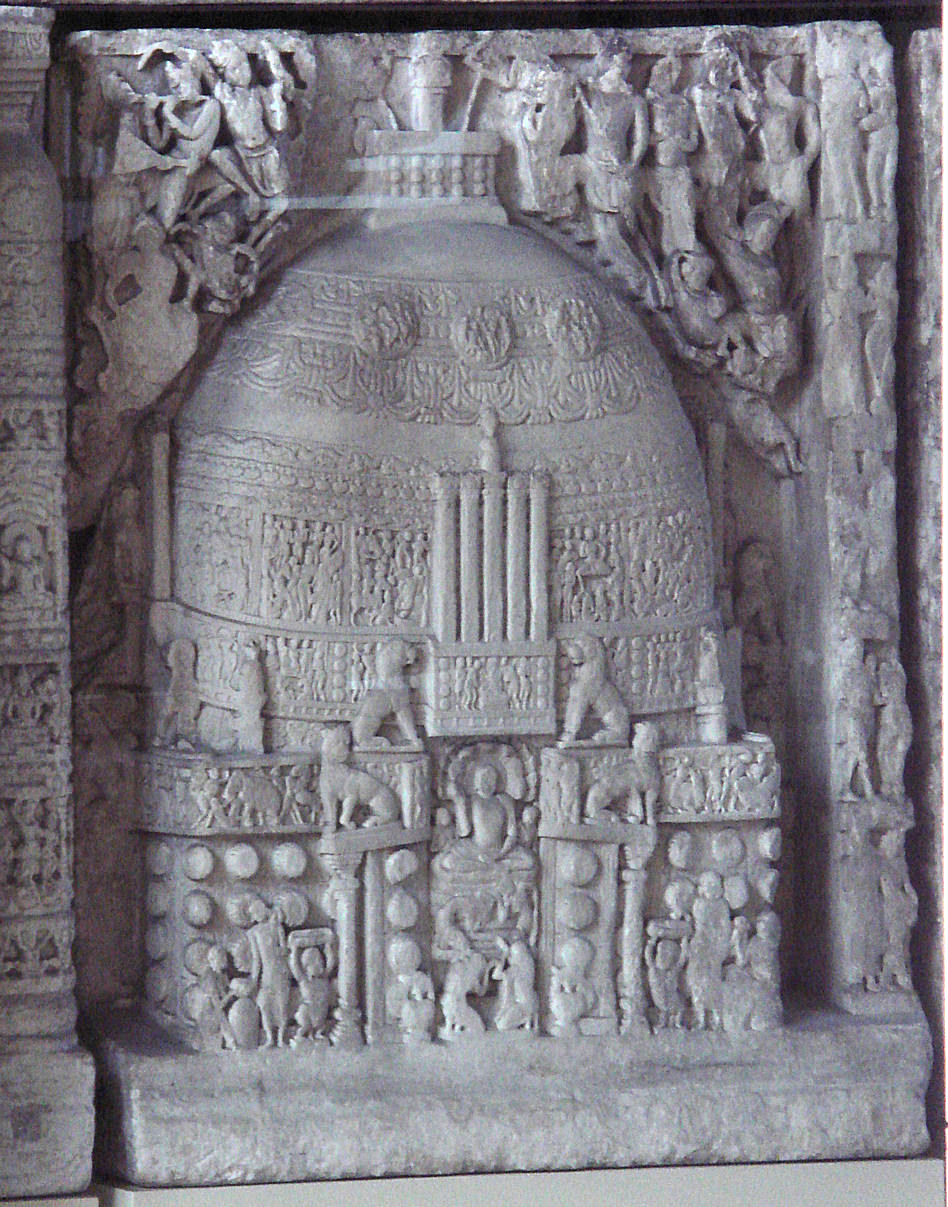
Барельєф ступи Амараті II століття, що стоїть поблизу гори Нагардужнаконда, де мабуть жив Нагарджуна, Британський музей.

Точні роки життя Нагарджуни невідомі, приблизно — II—III століття (150—250), відомості про нього переплітаються з фантастичнимм і міфологічними сюжетами, через що важко визначити дійсні події його життя. Ряд традиційних текстів стверджує, що він жив 600 років (з II століття до н. е.). Деякі критики припускають, що існували два різних Нагарджуни.
За легендою Нагарджуна народився в родині браміна, що пояснює той факт, що він першим серед важливих буддійських мудреців вживав санкскрит, а не палі. Він походив з південно-східного регіону Індії, що відповідає сучасному штату Андра-Прадеш. Гора Нагарджунаконда на його батьківщині носить тепер його ім'я. За життя мудреця ця територія належала державі Сатаваханів, які тоді підтримували буддизм, про що свідчать численні буддійські храми тієї епохи й барельєфи ступ у храмі Амавараті.
У переказах стверджується, що сутри Праджнапараміти Нагарджуна отримав від наг (духів води, яких традиційно зображають у вигляді змієподібних людей). Тому й самого Нагарджуну зображають з головою, обрамленою зміями.
Нагарджуні приписують кілька трактатів з расаяни (аюрведичної медицини). Вважається, що він деякий час очолював буддійський «університет» Наланду.

## Твори
Нагарджуні приписують авторство численних впливових текстів, однак зрозуміти, які з них він справді написав, а які є псевдоепіграфіями, нелегко, і щодо цього триває жвава дискусія.

### Муламадг'ямака каріка
Найвідоміший твір Нагарджуни — «Муламадг'ямака каріка» або «Основні вірші про середній шлях». Це не тільки коментар повчань, що їх Будда адресував Каччаяні, на цей текст Нагарджуна посилається прямо, але й аналіз найважливіших текстів нікай та агам, особливо «Аттхакавагги» із «Сутта-ніпати».
На основі теорії Будди про залежне становлення — пратітья самутпади — Нагарджуна показує марність  [...] метафізичних спекуляцій. Його підхід до такої метафізики називають середнім шляхом. Це середніх шлях уникає як субтанціоналізації сарвастівади, так і номіналізму саутрантіки.
У «Муламадг'ямака каріці» «всі явища досвіду порожні (шунья). Це не означає, що вони не є досвідом, тож не існують, а те, що вони позбавлені постійної й вічної сутності (свабгави), бо, як і сон, вони лише відображення в людській свідомості. Оскільки ці уявні фікції є чуттєвим досвідом, воне не просто назви (праджнапті)».

### Інші твори, що приписують Нагарджуні
На думку Крістіана Ліндтнера Нагарджуні безсумнівно належать:
- Муламадг'ямака каріка (Основні вірші про середній шлях)
- Шуньятасапсаті (Сімдесят віршів про порожнечу)
- Віграгав'явартані (Кінець суперечкам)
- Вайдальякарана (Пульверизуючи категорії)
- В'явагарасіддгі (Доказ умовності)
- Yuktiṣāṣṭika IAST (Шістдесят віршів про міркування)
- Catuḥstava IAST (Гімн абсолютній реальності)
- Ratnāvalī (Догороцінний вінок)
- Pratītyasamutpādahṝdayakārika IAST (Складові залежного становлення)
- Sūtrasamuccaya
- Bodhicittavivaraṇa IAST (Висвітлення просвітленого розуму)
- Suhṛllekha IAST (Лист до доброго друга)
- Bodhisaṃbhāra IAST (Реквізити просвітлення)

Басто вважає перші шість основними працями Нагрджуни, але на думку Таранатхи тільки п'ять з них належать Нагарджуні. ТРВ Мурті вважає працями Нагарджуни Ratnaavali, Pratitya Samutpaada Hridaya та Sutra Samuccaya, оскільки перші дві часто цитує Чандракріті, а третю Шантідева.
Крім згаданих творів, Нагарджуні приписують ще й інші. Про те, які з них справжні, багато сперечаються. Сучасні дослідження вказують на те, що ці праці належать до набагато пізнішого періоду, або до 8-го століття, або до початку 9-го, а тому навряд чи можуть бути автентичними творами Нагарджуни.
Однак, кілька робіт, що вважаються важливими для езотеричного буддизму приписують Нагарджуні або його учням такі традиційні історики як Таранатха, що жив у Тибеті в 17 столітті. Ці історики будують різні теорії, що могли б пояснити хронологічні неузгодження. Наприклад, через містичне одкровення, що сприяло б розповсюдженню творів. Корисний опис цих традиційних поглядів наведено в праці Ведемеєра від 2007 року.
На думку Ліндтнера «Магапраджнапарамітаупадеса» (Коментар про велику досконалість мудрості) не є автентичним твором Нагарджуни. Ця праця підтверджена тільки китайським перекладом «Камарадживи». Про те, чи є це працею Нагарджуни, чи когось іношого, написано багато. Етьєнн Ламотт, який переклав третину праці французькою, відчував, що це робота мудреця з Північної Індії, зі школи Сарвастівада, який пізніше перейшов до махаяни. Китайський чернець-науковець Інь Шунь вважав, що це праця вихідці з Південної Індії, й Нагарджуна цілком міг бути її автором. Ці два погляди не обов'язкового суперечать один одному, виходець з Південної Індії Нагардужна міг вивчати північноіндійську сарвастіваду. Жоден з цих двох дослідників не думав, що праця написана Кумардживою, як припускали інші.

## Філософія

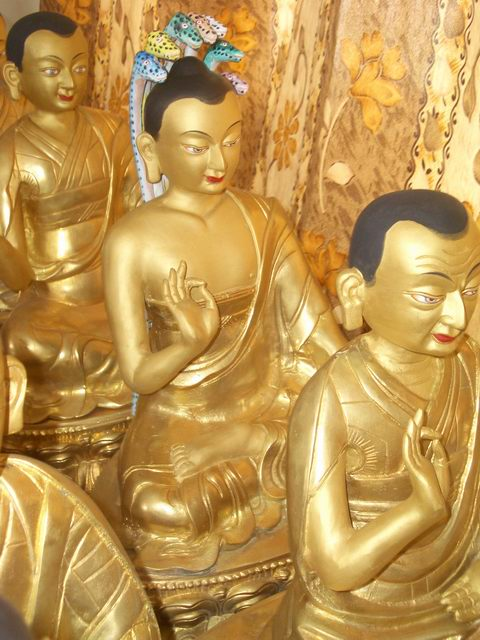
Статуя Нагарджуни в тибетському монастирі поблизу Куллу, Індія

З вивчення творів Нагарджуни випливає, що він був добре обізнаний із філософією засновників буддизму та того напрямку в ньому, що отримав назву Махаяна. Однак, його приналежність до якоїсь окремої школи (нікаї) визначити важко з огляду на те, що значну частку матеріалу втрачено. Якщо справедлива найбільш розповсюджена думка (якої притримується Крістіан Ліндтнер), то він був вочевидь махаяністом, але його філософія залишається до кінця вірною Трипітаці, і хоча він безпосередньо посилається на таксти Махаяни, він, все ж, завжди обережний і старається не виходити за рамки канону основоположників.
Можливо, Нагарджуна прийшов до такої позиції, прагнучи досягти послідовного тлумачення доктрин Будди, записаних в агамах. В очах Нагарджуни Будда був не тільки предтечею, але й безпосередньо засновником Мадг'якміки. Висловлюється думка, що Нагарджуна був спадкоємцем Моггаліпутти-Тісси, відстоюючи серединний шлях і намагаючись повернутися до початкових філософських ідеалів Будди.
Нагарджуні були відомі визначення шістнадцятьох категорій, окреслених у «Ньяя-сутрах», головних текстах індійської філософської школи ньяя. Він написав трактат про прамани (засоби пізнання), в якому звів п'ятичленний силогізм до тричленного. У «Віграгав'явартані каріці» Нагарджуна критикує теорію праман ньяя.
Знайомий Нагарджуна був також з класичною індійською філософською школою самкх'я, і навіть із вайшешикою
.
Через значну схожість філософії Нагарджуни та пірронізму, особливо з роботами Секста Емпірика, висловлювалася думка, що твори грецьких пірроністів, завезені в Індію, мали на нього вплив. Зазвичай заснування цієї школи скептицизму приписують Піррону, на якого в свою чергу вплинула індійська філософія, бо він подорожував до Індії з армією Александра Великого й навчався у гімнософістів (голих мудреців).

### Шуньята
Головною темою розмірковувань Нагарджуни була концепція шуньяти, що перекладається як «порожнеча» і зводить докупи інші важливі буддійські доктрини, зокрема концепції анатман — відсутності себе, та пратітья самутпада — «залежне походження», з метою дати відсіч метафізиці деяких сучасників. На думку Нагарджуни, як і в ранніх буддійських текстах, не тільки розумні істоти не мають власного я, чи будь-якої субстанції, але й усі феномени (дгарми) позбавленні будь-якої власної натури, власного буття чи невід'ємного існування, а отже сутності у них немає.
Вони порожні щодо незалежного існування, тож гетеродоксальні теорії сбабхани (самодостатнього існування), популярні тоді, заперечувалися на основі доктрин раннього буддизму. Суть у тому, що будь-яка річ виникає завжди зумовлено, не сама собою, а в залежності від тих умов, що призводять до її існування, на противагу буттю. Реальною Нагарджуна вважає сутність, що має власну природу, не зумовлену жодними причинами й незалежну від будь-чого.
Вірш 14 розділу 24 «Муламадг'ямака каріки» містить один із найзнаменитіших висловів Нагарджуни про порожнечу та сумісне викикнення:
sarvaṃ ca yujyate tasya śūnyatā yasya yujyate
sarvaṃ na yujyate tasya śūnyaṃ yasya na yujyate

Усе можливо, коли можлива порожнеча.
Ніщо не можливе, коли порожнеча неможлива.
Аналізуючи порожність явищ у «Муламадг'ямака каріці», Нагарджуна критикує кілька різних косцепцій свабгави. Він розмірковує про проблематичність формулювання будь-якої невід'ємної сутності причинності, руху, зміни чи особистої ідентичності. Використосуючи притаманний індійській філософії інструмент тетралеми, він нападає на будь-які есенціалістські концепції. Його логічний аналіз базується на чотирьох основних твердженнях:
Усі речі (дгарми) існують — стверджування буття, заперечення небуття: Усі речі (дгарми) не існують — стверджування небуття, заперечення буття: Усі речі (дгарми) водночас існують і не існують — одночасне ствердужвання й заперечення: Усі речі (дгарми) ні існують, ні не існують — ні стверджування, ні заперечення
Сказати, що речі порожні означає заперечити будь-яку онтологічну основу цих речей, тому погляда Нагарджуни часто розглядають як різновид онтологічного анти-фундаціоналізму чи метафізичного антиреалізму.
Розуміння природи порожнечі явищ є тільки засобом до мети, якою виступає нірвана. Так філософський проект Нагарджуни стає в підсумку сотеріологічним, призначеним для виправлення наших щоденних розумових процесів, які помилково утверджують самостійне існування потоку нашого досвіду.
Деякі дослідники, наприклад Федір Щербацький та Т. Р. В. Мурті, притримуються думки, що Нагарджуна був першовідкривачем доктрини шуньяти, однак новіші роботи таких дослідників, як Чун Мун Кін, Інь Шунь та Дгаммаджоті Теро заперечують новаторство Нагарджуни в цій теорії, стверджуючи, що, словами Ші Хвейфена «зв'язок між порожнечею та залежним виникненням не є новаторством чи відкриттям Нагарджуни».

### Дві істини
Нагарджуна зробив значний внесок у розвиток доктрини двох істин, що стверджує існування двох рівнів істини в буддійському вченні: вища глибинна істина (парамартха сатья) і звичайна, поверхнева істина (самвртісатья). Глибинна істина на думку Нагарджуни в тому, що все порожнє, позбавлене сутності, включно з самою порожнечею.
Деякі дослідники (Мурті, 1955) інтерпретують це, виставляючи Нагарджуну як неокантіанця, що вважає абсолютну істину метафізичним ноуменом або «безсумнівним абсолютом, що виходить за мені будь-якої можливості дискурсивного міркування», інші, наприклад Марк Зідеріц та Джей Л. Гарфлід пропагують ідею, що на думку Нагарджуни, «абсолютна істина в тому, що абсолютної істини немає» (Зідеріц) і що Нагарджуна семантичний антидуаліст, що проголошує існування тільки конвенційний істин. Тож, за Горфілдом:
Нехай візьмемо звичну сутність, таку як стіл. Якщо ми проаналізуємо стіл, ми покажемо його порожність, і виявимо, що стола власне немає, крім його частин […]. Тож, ми прийдемо до висновку, що стіл порожній. Але, проаналізуємо тепер порожність […]. Що ми знайдемо? Зовсім нічого, крім того, що у стола немає невід'ємного власного існування. […]. Бачити, що стіл порожній […] означає бачити стіл як умовний, залежний
.
Висловлюючи це поняття в Муламадг'яка каріці, Нагарджуна опирався як на джерело на
Каччанаготта-сутту, яка розрізняє добре визначене значення (нітартха) від незбагненного значення (неяртха):
У найбільш загальному сенсі, Каччаяно, цей світ опирається на полярність, на існування та неіснування. Але коли вглянутися в походження цього світу, таке, яке воно є насправді, розрізнюючи правильно, неіснування світу, немає. Якщо, розрізнюючи правильно. глянути на припинення світу, таке яке воно є насправді, існування  світу немає.

Загалом, Каччаяно, цей світ є путами прив'язаності, чіпляння й упереджень. Але така людина як ця стоїть осторонь і не чіпляється до цих прив'язаностей, до закостеніння самоусвідомлення,  до упереджень чи надмірних захоплень, вона також не зосереджується на своєму я. Вона не сумнівається, що напруження, коли воно наростає, наростає, а коли воно проходить, то воно проходить. Щодо цього знання такої людини незалежні від інших. Саме в такому розумінні, Каччаяно, існують правильні погляди. 

"Усе існує" — це одна крайність. "Нічого не існує" — це інша крайність. Уникаючи цих двох крайностей  Татхагата навчає дгармі через середину...
Версія, наведена в посиланні, є в нікаях, вона дещо відрізняється від версії з «Сам'юктагамі». Обидві містять концепцію навчання через середину між двома крайностями існування та неіснування. Нагарджуна, цитуючи текст агами, не використовує слово «все».

### Причинність
Джей Л. Гарфілд описує підхід Нагарджуни до причинності як заснований на чотирьох шляхетних істинах та залежному походженні. Нагарджуна розрізняє два залежних аспекти процесу процесу встановлення причинно-наслідкового зв'язку — те, що призводить до наслідку, й те, що призводить до умов. Це випливає з доктрини двох істин, умовні істини й абсолютні істини сприймаються разом, як одні, так й інші порожні щодо існування. Відмінність причини від умов неоднозначна. На думку Нагарджуни, причина означає подію чи стан, яка має силу викликати наслідок. Під умовами розуміють різноманітні причини, що призоводять до інших подій, станів чи процесів без жодного метафізичного зв'язку між поясненням та тим, що пояснюється. Він висловлює думку про неіснування причин й існування різноманітних умов. Бо каузальна сила нереальна.

### Відносність
Нагардужна також вчив відносності; у «Ратнавалі» він наводить приклад — короткість існує тільки відносно ідеї довжини. Визначення речі чи предмету можливо тільки відносно інших речей чи предметів, особливо у сенсі порівняння, контрасту. Він стверджує, що співвідношення між поняттями «короткий» та «довгий» зовсім не у внутрішній природі. Таку думку знаходимо також у палійських нікаях та китайських агамах: ідея відносності там сформульована подібно: «Те, що є часткою світла… очевидно існує тільки з огляду на темряву; те що є крихтою добра, існує тільки з огляду на зле; те, що є частиною простору існує тільки з огляду на форму».

## Учні
Послідовники Нагарджуни починаючи з епохи діяльності Кумарадживи стали засновниками важливих махаянських шкіл і за межами Індії. Йдеться перш за все про китайську школу Саньлунь (Школа трьох трактатів), засновану у VI столітті ченцем Цзіцзаном (в Японії називалася Санрон-сю) і розвивала вчення про два рівні істини, про «порожнечу» (шуньята) і про те, що потаємне вчення Будди не може бути передане понятійною мовою (критика якого і була здійснена Нагарджуною). Для школи Тяньтай (японською — Тендай), заснованої сучасником Цзіцзана — Чжиї, вчення Нагарджуни є фундаментом вчення, згідно з яким, хоча речі і є «порожніми», вони мають певне часове існування, що доводиться нашим сприйняттям їх, й існує ще третє начало, яке повинно пов'язувати ці два параметри їхнього буття. Значний вплив вчення Нагарджуни зробили і на школу Чань (дзен), спадщина якої включає «мадг'яміківські коани». Камалашила зіграв важливу роль у поширенні вчення Нагарджуни у Тибеті — завдяки перемозі, здобутої ним у 792-му над опонентом, який представляв одну з китайських шкіл (правда, ця перемога вартувала йому життя).
Основним учнем Нагарджуни вважається Ар'ядева (III століття), творець так званої мадг'яміка-прасангіку, або «радикальної мадг'яміки» (на відміну від мадг'яміка-сватантрики, «помірної мадг'яміки»).
Основними коментаторами праць Нагарджуни були Буддапаліта (V століття), Бхававівека (VI століття) і Чандракірті (VII століття).